# باشگاه فوتبال کورشام تاون

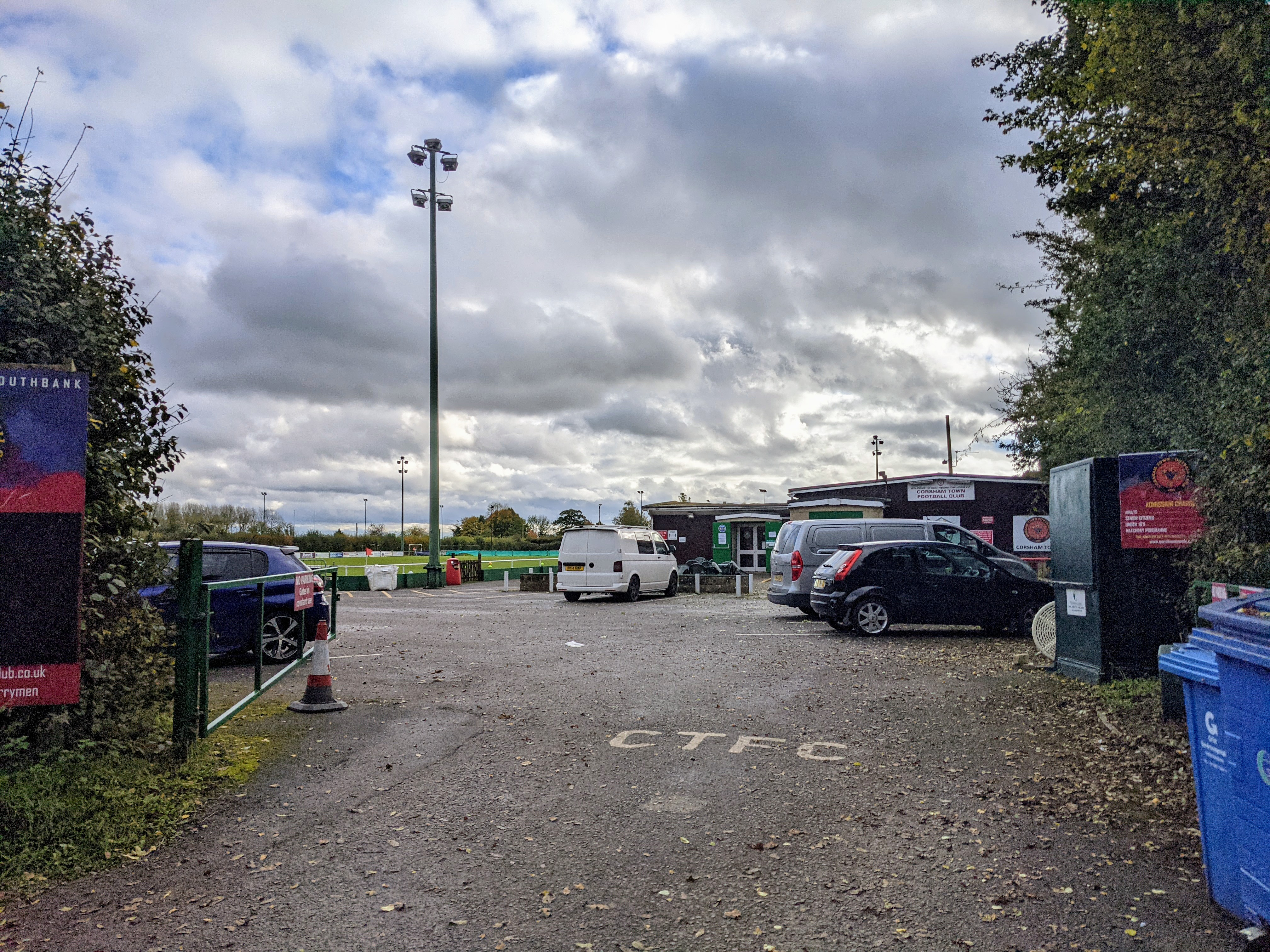
باشگاه فوتبال کورشام تاون (به انگلیسی: Corsham Town Football Club) یک باشگاه فوتبال در شهر کورشام، کشور انگلستان است که در سال ۱۸۸۴ میلادی تأسیس شده‌است.